# Philippe de Villiers
Philippe Le Jolis de Villiers de Saintignon, noto semplicemente come Philippe de Villiers (Boulogne, 25 marzo 1949), è un politico francese.
È nato da una famiglia nobile (ha il titolo di visconte). Cattolico osservante, è sposato con sette figli.
Dal gennaio 2024, conduce una trasmissione sull'emittente radiofonica Europe 1, Face à Philippe de Villiers. Collabora inoltre con il gruppo Canal+ e con il settimanale Le Journal du dimanche, con la rubrica Vents contraires. È il fondatore del parco d'intrattenimento Puy du Fou.

## Biografia

### Vita personale

Stemma dei De Villiers

De Villiers è nato a Boulogne nel dipartimento della Vandea, nella Francia occidentale, secondo di cinque figli e figlio maggiore di Jacques Le Jolis de Villiers de Saintignon (nato a Nancy, il 14 novembre 1913 e morto il 28 gennaio 2000) e di sua moglie Edwige d'Arexy (nata a Nantes il 1º luglio 1925 e morta il 23 giugno 2006). Suo nonno paterno, Louis Le Jolis de Villiers, nato a Brucheville il 17 ottobre 1874, fu ucciso in azione nella prima guerra mondiale a Saint-Paul-en-Forêt il 10 settembre 1914. Il 24 ottobre 1904 aveva sposato Jeanne de Saintignon (27 luglio 1880 – 25 agosto 1959), dalla quale ebbe cinque figli, il più giovane dei quali era il padre di Philippe, Jacques.

### Studi e attività professionale
Laureato in diritto pubblico all'Università di Nantes e diplomato all'Institut d'études politiques de Paris nel 1975, si specializza alla prestigiosa École nationale d'administration (ENA) dal 1976 al 1978 e poco dopo comincia una carriera nella pubblica amministrazione, che lo porta a diventare direttore di gabinetto del prefetto della Charente Marittima. In quegli anni de Villiers aderisce alla Nouvelle Action Royaliste, un movimento neo-monarchico francese.
Nominato sottoprefetto di Vendôme nel 1981, nello stesso anno si dimette dall'incarico perché si rifiuta di rappresentare il governo del socialista François Mitterrand: in particolare, de Villiers non condivide la decisione del governo di Pierre Mauroy di autorizzare le radio libere. Nel 1982 è delegato generale della Camera di commercio della regione Pays de la Loire.

## Carriera politica

### Mandati elettorali
Dopo aver aderito nel 1985 al Partito Repubblicano (PR), che a sua volta fa parte dell'Unione per la Democrazia Francese (UDF), dal 1986 al 1987 è segretario di Stato alla Cultura nel secondo governo di Jacques Chirac. Si dimette dopo circa un anno, giacché subentra a un deputato cui era supplente deceduto in corso di mandato, e anche a causa di dissidi con il ministro della Cultura dell'UDF François Léotard, considerato troppo indulgente nei confronti dei progetti ereditati dal predecessore socialista Jack Lang. Entra all'Assemblea nazionale nel 1987, a seguito della scomparsa del deputato di cui è supplente, e alle elezioni legislative anticipate dell'11 giugno 1988 è eletto deputato della circoscrizione della Vandea per l'UDF. È riconfermato deputato dell'UDF alle elezioni legislative del 1993 e, come indipendente, a quelle anticipate del 1997 e a quelle del 2002.
Dal 1988 è presidente del consiglio generale della Vandea, costantemente riconfermato alle successive elezioni amministrative. Il 30 settembre 2010 ha annunciato le sue dimissioni, che saranno ufficializzate il 31 ottobre, con cinque mesi di anticipo rispetto alla scadenza della consiliatura. 
Eletto deputato europeo nel giugno 1994 con una lista personale sovranista che raccoglie il 12,24% dei voti, nel novembre dello stesso anno fonda il Movimento per la Francia (MPF).
Nel 1999 si allea con l'ex ministro dell'interno Charles Pasqua, fuoriuscito a sua volta dal partito neogollista Raggruppamento per la Repubblica (RPR), e fonda insieme a questi il Raggruppamento per la Francia (RPF), ultraconservatore e nazionalista. Alle elezioni europee del 1999, il nuovo partito ha il 13,05% dei voti, superando la lista RPR guidata da Nicolas Sarkozy. Ma nel 2000, a seguito di una grave frattura con Pasqua, de Villiers esce bruscamente dal RPF e ricrea seduta stante il MPF, di cui diventa presidente.
Alle elezioni europee del 2004 si presenta con la lista personale MPF, è rieletto ma stavolta la sua lista ha solo il 6,67%.

### Elezioni presidenziali
Il 20 novembre 1994 de Villiers esce dall'UDF e fonda il Movimento per la Francia (MPF), per il quale si candida alle elezioni presidenziali del 1995, ottenendo il 4,74% dei voti. Non si presenta alle corsa all'Eliseo del 2002 (anche perché non gli riesce di trovare le 500 firme di sindaci necessarie per supportare la sua candidatura), ma sostiene la rielezione del presidente uscente Chirac. Si ricandida alle elezioni presidenziali del 2007, ottenendo al primo turno 818.407 voti (2,23%). Al ballottaggio, in un primo momento non sostiene nessuno dei due candidati ma in seguito, anche perché premuto dai suoi seguaci, invita i suoi elettori a sostenere Sarkozy.

### Dal 2009
Alle elezioni europee del 2009 si ripresenta sempre sotto l'etichetta MPF e ottiene il 4,8%. È l'unico eletto della lista. 
Dopo le elezioni europee del 2009, per de Villiers ha preso il via una marcia di avvicinamento alla maggioranza di governo. Il 2 settembre è invitato a una riunione all'Eliseo tra Sarkozy, i principali esponenti dell'UMP e i capofila dei partiti associati o alleati, al fine di concordare una strategia comune in vista delle elezioni regionali del 2010. Nel 2010 termina il suo mandato di presidente della Vandea.
Terminato il mandato da eurodeputato, non si ripresenta alle elezioni europee del 2014.
Nel giugno 2018 scioglie l'MPF.
Nell'ambito delle elezioni presidenziali del 2022, nel dicembre 2021 ha formalizzato il suo sostegno a Éric Zemmour e si è unito al suo partito politico, Reconquête.

## Posizioni politiche e sull'Europa
De Villiers è un politico ultraconservatore, tradizionalista ed euroscettico (in occasione del referendum francese del 1992 sulla ratifica del Trattato di Maastricht è stato uno dei sostenitori del voto contrario). È considerato un politico a metà strada tra Nicolas Sarkozy e Jean-Marie Le Pen: con quest'ultimo egli ha rifiutato un'alleanza politica perché, ha spiegato, tra loro due ci sono "divergenze insormontabili" per quanto riguarda la valutazione della seconda guerra mondiale.

## L'"Affaire de Villiers"

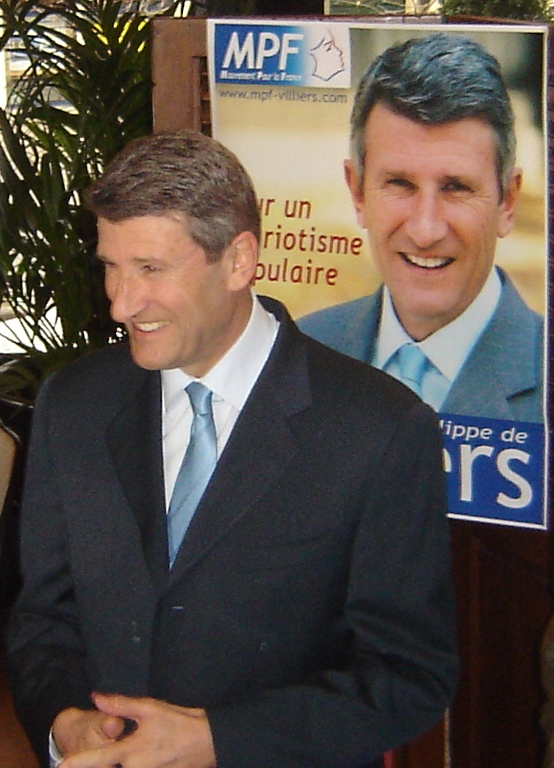
Philippe de Villiers nel 2006

Dal 2006 Philippe de Villiers è coinvolto suo malgrado in una vicenda di particolare gravità che riguarda Laurent e Guillaume de Villiers, due dei suoi sette figli, e che si è conclusa in via definitiva nel 2014 con il rigetto da parte della cassazione del ricorso avverso ordinanza di non luogo a procedere emessa dalla sezione istruttoria della corte d'appello di Lione. Laurent de Villiers ha pubblicato nel novembre 2011 per Flammarion Tais-toi et pardonne !, un libro autobiografico nel quale, oltre a evocare le situazioni scabrose in cui sarebbe stato coinvolto dal fratello maggiore, traccia un ritratto impietoso di una famiglia patriarcale, rigidamente tradizionalista e sorda.